# سن-لو
سن-لو (به فرانسوی: Saint-Lô) شهری در غرب ناحیه نرماندی سفلی فرانسه و در شهرستان مانش است. این شهر به خطوط راه آهن فرانسه متصل است و در فاصله کمی از شهر بزرگراه می‌گذرد .فاصله این شهر تا دریای مانش کم است.